# Alainopaguroides megalophthalmus
Alainopaguroides megalophthalmus is een tienpotigensoort uit de familie van de Paguridae. De wetenschappelijke naam van de soort is voor het eerst geldig gepubliceerd in 2006 door McLaughlin.